# Skaftlav
Skaftlav (Szczawinskia leucopoda) är en lavart som beskrevs av Håkon Holien och Tor Tønsberg. Skaftlav ingår i släktet Szczawinskia, och familjen Pilocarpaceae. Enligt den svenska rödlistan är arten nationellt utdöd i Sverige. . Arten har tidigare förekommit i Svealand men är numera lokalt utdöd. Artens livsmiljö är skogslandskap, våtmarker.